# Melingové
Melingové (starořecky Μηλιγγοί, Melingoi) byl jihoslovanský kmen, který se během raného středověku usídlil na Peloponésu v jižním Řecku. Po zhroucení obrany Byzantské říše na dunajské hranici v počátečních desetiletích 7. století se slovanské kmeny z kmenového svazu Sklavínů usazovaly na celém Balkáně, přičemž některé skupiny doputovaly na jih až na Peloponés. Sklavínské osídlení se často dělo jen v menších skupinách (rodinách a klanech) a demografický dopad Sklavínů na pevninské Řecko byl slabý a rozptýlený. Z těchto kmenů jsou z pozdějších zdrojů podle jména známi Jezerci a Melingové, ti se usadili na západních svazích pohoří Taygetu. Původ a etymologie jména Melingové nejsou známy.

## Dějiny
Stejně jako Jezerci jsou Melingové poprvé zmíněni ve spisu De administrando imperio, příručce o státnictví sepsané byzantským císařem Konstantinem VII. Porphyrogennétem. Císař zaznamenal, že do vlády Romana I. Lakapena platili tribut 60 zlatých nomismat, ale poté, co se vzbouřili a byli poraženi stratégem Krenitem Arotratem, museli platit již 600 nomismat. Za byzantské nadvlády si Melingové zachovávali svébytnou existenci, ale přijali křesťanství a postupně se helenizovali v jazyce i kultuře.
V období Frankoracie ve 13.–14. století byli využíváni jako vojáci jak franskými pány z Achajského knížectví, tak i byzantskými Řeky z Morejského despotátu. Například podle Morejské kroniky udělil kníže Vilém II. z Villehardouinu (vládl 1246–1278) „velkým drungům Melingů“ výjimku ze všech povinností kromě vojenské služby. Melingové jsou stále doloženi v řadě nápisů zakladatelů kostelů v Lakónii ještě během 30. let 14. století. V jednom z nich se Konstantinos Spanes z významné rodiny Spanes nazývá tzaousios drungos Melingů, což naznačuje jejich pokračující existenci jako samostatné společenství. Nikos Nikoloudis ztotožnil pozdněstředověké thema Kinsterna nebo Giserna (latinsky cisterna – „cisterna“) s oblastí na severozápadě poloostrova Mani obývanou Melingy. Zatímco elity Melingů byly bohaté a vystavené byzantskému a franskému vlivu, obyčejný pastevecký horal žil konzervativněji a v ústraní. Jejich slovanským jazykem se mluvilo ještě v 15. století, kdy cestovatel Laskaris Kananos tvrdil, že se jejich jazyk podobá jazyku Wendů. Mnoho slovanských pomístních jmen se zachovalo dodnes.